# منى براند
منى براند (بالإنجليزية: Mona Brand)‏ هي كاتِبة وكاتبة مسرحية وشاعرة أسترالية، ولدت في 22 أكتوبر 1915 في سيدني في أستراليا، وتوفي بنفس المكان في 1 أغسطس 2007.